# Ramas cutáneas anteriores del nervio femoral
Las ramas cutáneas anteriores del nervio femoral consisten en los siguientes nervios: nervio cutáneo intermedio y nervio cutáneo medial. 

## Nervio cutáneo intermedio del muslo
El nervio cutáneo intermedio ( nervio cutáneo medio ) perfora la fascia lata (y generalmente el sartorio ) aproximadamente 7.5   cm debajo del ligamento inguinal, y se divide en dos ramas que descienden en proximidad inmediata a lo largo de la parte delantera del muslo, para inervar la piel hasta la parte delantera de la rodilla. 
Aquí se comunican con la división anterior del nervio cutáneo lateral, la división anterior del nervio cutáneo medial y la rama infrapatelar del safeno, para formar el plexo rotuliano . 
En la parte superior del muslo, la rama lateral del cutáneo intermedio se comunica con la rama lumboinguinal del nervio genitofemoral. 

## Nervio cutáneo medial del muslo
El nervio cutáneo medial ( nervio cutáneo interno ) pasa oblicuamente por la parte superior de la vaina de la arteria femoral, y se divide delante o en la parte medial de ese vaso, en dos ramas, una anterior y otra posterior.     
La rama anterior corre hacia abajo en el sartorio, perfora la fascia lata en el tercio inferior del muslo y se divide en dos ramas: una suministra el tegumento tan bajo como el lado medial de la rodilla; la otra cruza al lado lateral de la rótula, comunicándose en su curso con la rama infrapatelar del nervio safeno.       
La rama posterior desciende a lo largo del borde medial del sartorio hasta la rodilla, donde perfora la fascia lata, se comunica con el nervio safeno y emite varias ramas cutáneas. 
Luego pasa hacia abajo para suministrar el tegumento del lado medial de la pierna. 
Debajo de la fascia lata, en el borde inferior del aductor largo, se une para formar una red plexiforme (plexo subsartorial) con ramas de los nervios safeno y obturador. 
Cuando la rama comunicante desde el nervio obturador es grande y continúa hasta el tegumento de la pierna, la rama posterior del cutáneo medio es pequeña y termina en el plexo, desprendiendo ocasionalmente algunos filamentos cutáneos. 
El nervio cutáneo medial, antes de dividirse, emite unos pocos filamentos, que perforan la fascia lata, para suministrar el tegumento del lado medial del muslo, que acompaña a la vena safena larga. 
Uno de estos filamentos pasa a través de la abertura de la safena; un segundo se vuelve subcutáneo alrededor de la mitad del muslo; un tercero perfora la fascia en su tercio inferior. 

## Imágenes adicionales

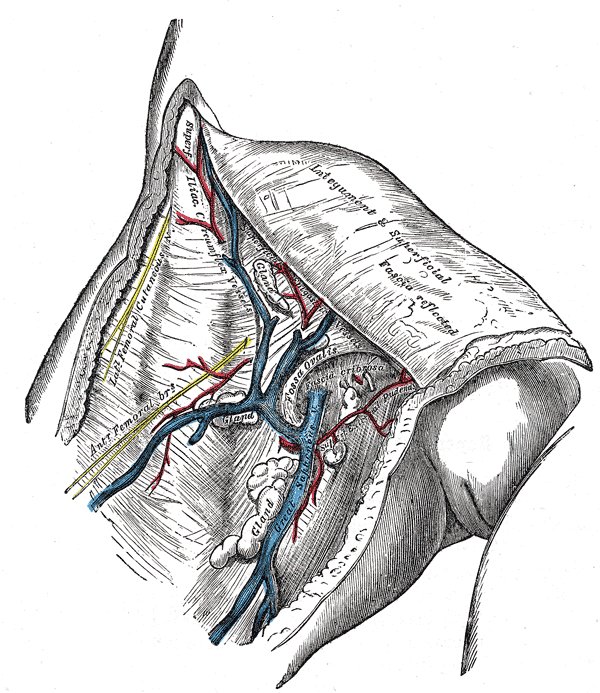
La gran vena safena y sus afluentes en la fosa oval.
Sección transversal del muslo